# Peak (Caroline du Sud)
Pour les articles homonymes, voir Peak.
Peak est une ville située dans le comté de Newberry, dans l’État de Caroline du Sud, aux États-Unis. Lors du recensement de 2020, elle comptait 51 habitants.